# Axymyia japonica
Axymyia japonica är en tvåvingeart som beskrevs av Ishida 1953. Axymyia japonica ingår i släktet Axymyia och familjen Axymyiidae. Inga underarter finns listade i Catalogue of Life.